# Мария Алексеевна
Мари́я Алексе́евна (18 (28) января 1660, Москва — 9 (20) марта 1723, Санкт-Петербург) — дочь царя Алексея Михайловича и Марии Милославской, родная сестра царевны Софьи и единокровная Петра I. Первая заключённая в крепости Орешек (1718—1721).

## Биография
Мария родилась в Москве, получила имя в честь своей матери, Марии Милославской. Крещена 19 февраля 1660 года в церкви святой Екатерины в Московском кремле.
В 1684 году иностранец её описывает: «Мария, красивее Екатерины; и эта одевается по-польски; она старше царя Феодора».
После прихода к власти своего единокровного брата Петра не вмешивалась в кремлёвские интриги, но была в тесном контакте с его первой женой, царицей Евдокией, симпатии к которой не скрывала.
Как и некоторые из её сестёр, Мария пережила опалу и заточение. Её вина состояла в добрых отношениях не только с Софьей Алексеевной, но и с Евдокией и царевичем Алексеем. После пострига царицы в Покрово-Суздальском монастыре Мария Алексеевна продолжала поддерживать с ней связь, передавала письма Алексея матери, а после бегства царевича за границу — и деньги. Во время этого бегства, по пути из Риги в Либаву, Алексей встретил Марию Алексеевну, возвращавшуюся из Карлсбада после лечения, и между ними состоялся разговор. Тётка потребовала от него написать письмо матери и, видя колебания царевича, сказала: «Хоть бы тебе и пострадать, ведь за мать, не кого иного». Этого оказалось достаточно, чтобы привлечь Марию к следствию по делу Алексея. 25 июня 1718 года она была арестована и посажена в Шлиссельбургскую крепость до 13 мая 1721 года, а затем переведена под домашний арест в особый дом в Петербурге. Освободили её в тот же год.
Царевна Мария Алексеевна пережила всех своих сестёр и скончалась последней в 1723 году, за два года до смерти своего венценосного брата. Похоронена в Петропавловском соборе Санкт-Петербурга.